# 형산강철교 (경주시)
형산강철교(兄山江鐵橋)는 대한민국의 경상북도 경주시 황성동과 현곡면을 잇는 형산강의 철교이다. 현재 중앙선과 동해선 열차가 이용하는 교량이다. 주변에는 북서쪽에 형산강의 지류인 오류천 구지교(안강~현곡방향)와 남동쪽에 황성아파트단지가 많이 조성되어 있다. 네이버 지도에서는 표기되어 있다.